# Paraleyrodes
Paraleyrodes es un género de insectos homópteros de la familia Aleyrodidae, subfamilia Aleyrodinae. El género fue descrito primero por Russell en 1958.

## Especies
La siguiente es la lista de especies de este género.
- Paraleyrodes ancora Martin, 2004
- Paraleyrodes bondari Peracchi, 1971
- Paraleyrodes cervus Martin, 2004
- Paraleyrodes citri Bondar, 1931
- Paraleyrodes citricolus Costa Lima, 1928
- Paraleyrodes crateraformans Bondar, 1922
- Paraleyrodes goyabae (Goeldi, 1886)
- Paraleyrodes minei Iaccarino, 1990
- Paraleyrodes naranjae Dozier, 1927
- Paraleyrodes perplexus Martin, 2004
- Paraleyrodes perseae (Quaintance, 1900)
- Paraleyrodes proximus Terán, 1979
- Paraleyrodes pseudonaranjae Martin, 2001
- Paraleyrodes pulverans Bondar, 1923
- Paraleyrodes singularis Bondar, 1923
- Paraleyrodes triungulae Martin, 2004
- Paraleyrodes urichii Quaintance & Baker, 1913